# Кап Аркона (лайнер)
Кап Аркона (Cap Arcona) — океанський пасажирський лайнер підвищеної комфортабельності, флагманський корабель німецької Hamburg-America Line. Він був названий на честь мису Аркона на острові Рюген. Корабель був потоплений з 3 травня 1945 року атакою британської авіації. Більшість вбитих людей на судні були в'язнями концентраційного табору.

## Історія до 1945 року

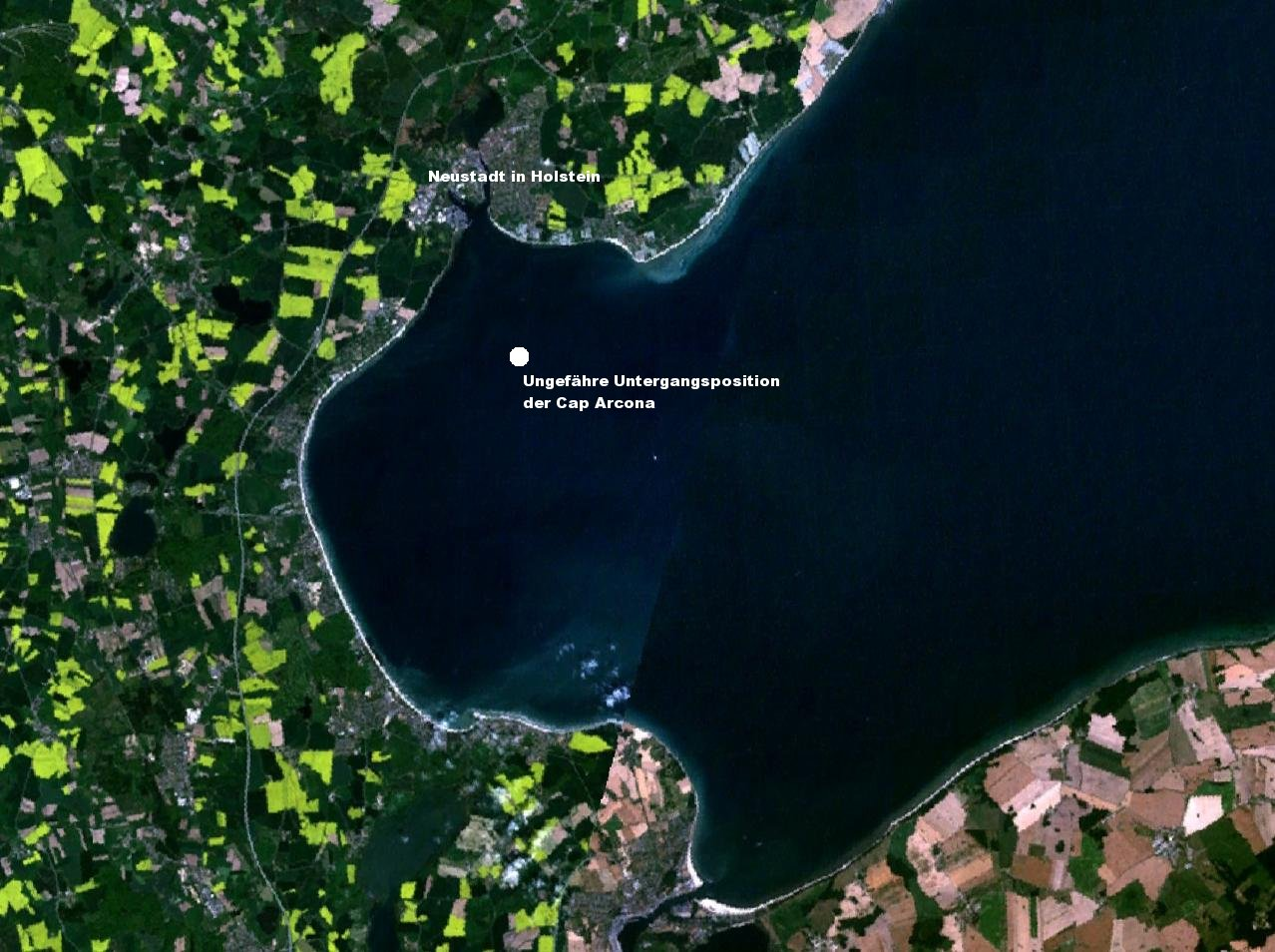
місце потоплення Кап Аркони в порту Любека, 3 травня 1945 р.

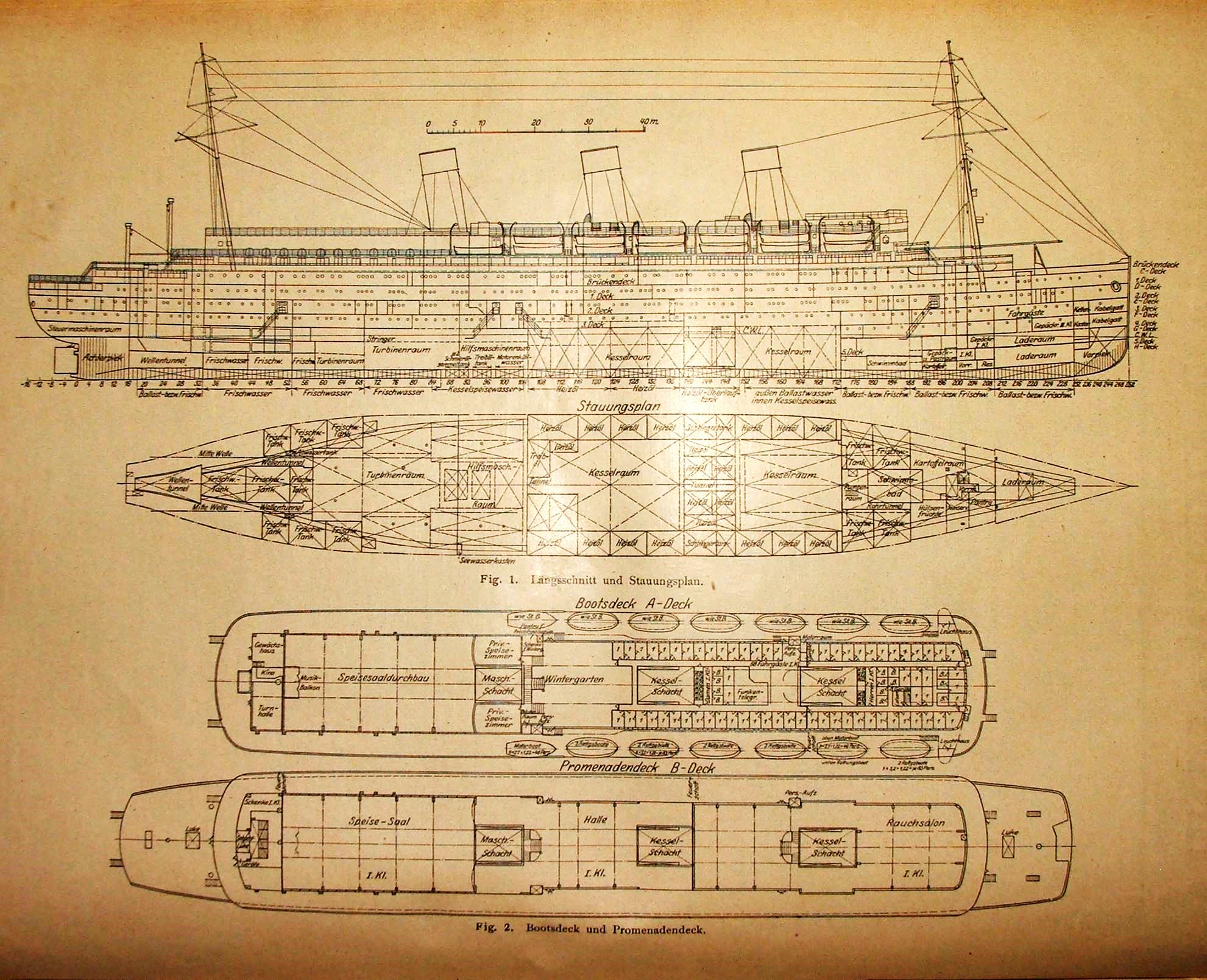
Плани палуб «Кап Аркона»

«Кап Аркона» був спущений на воду 14 травня 1927 року і вважався одним з найкращих суден свого часу. Переданий замовнику 19 листопада 1927 року. Перший свій рейс здійснив з порту Гамбурга до Аргентини. Лайнер здійснював розкішні круїзи, переважно в Південній Америці, а також перевозив пасажирів між ос Гамбургом і Буенос-Айресом. Цей рейс він здійснював всього за 15 днів. Ще були регулярні рейси між Гамбургом і Мадейрою, Ріо-де-Жанейро і Буенос-Айрес. З листопада 1927 року до серпня 1939 року, він перевіз більше н 200 000 пасажирів і провів до 91 екскурсію.
25 серпня 1939 року «Кап Аркона», під командуванням Річарда Niejahr в останній раз вийшов з Південної Америки до Гамбурга. У той же день Niejahr дізнався через зашифроване радіоповідомлення що насувається війна.
З 1940 року Кап Аркона використовувався німецьким ВМФ і залишився в Балтійському морі. За цей час він був також знятий у фільмі про Титанік. Фільм був знятий в 1943 році, але не був у прокаті в Німеччині (фільмів про трагедії в часи війни влада уникає допускати в прокат). З кінця 1944 року судно використовувалося для перевезення біженців з Східної Пруссії на захід. Потім вийшов зі складу ВМФ 14 квітня 1945 року, через відмову двигуна біля Нойштадт Гольштейн. І був переданий в розпорядження гауляйтер Гамбурга Карла Кауфмана, котрий використав лайнер як в'язницю для переселених в'язнів концтаборів.

## Потоплення
Через пересування Західного фронту понад 9000 в'язнів з концтабору Ноєнгамме були переміщені у кінці квітня 1945 року до Любеку. До 20 квітня 1945 року прибуло понад 4000 в'язнів, що разом з охороною були завантажені на два невеликі пошкоджені кораблі «Тільбек» і «Афіни». До 26 квітня 1945 року, ще 2500 ув'язнених з концтабору Нойенгамме й інших Сілезьких таборів також були переправлені пішки до цього міста і розміщені на лайнері «Кап Аркона».
У французькомовній Вікіпедії вказано, що половина в'язнів були радянськими військовополоненими.
І загалом там були люди 28 різних національностей: німці, американці, бельгійці (в тому числі поет Рене Blieck), білоруси, канадійці, данці, іспанці, естонці, французи (зокрема Roland Мальро, зведений брат Мальро), греки, швейцарці, угорці, Італія, латвійці, литовці, голландці, норвежці, поляки румуни, росіяни, чехи, словаки, українці, серби, і т. д.. Натомість в російськомовній Вікіпедії вказано, що на судні перебували переважно євреї. Хоча правильніше буде сказати, що у списку тих, хто вижив, є переважно євреї.
До 30 квітня 1945 року частину в'язнів перевезли з кораблів на берег і передали під опіку шведського Червоного Хреста.. Нарешті, деякі з ув'язнених були доставлені з двох інших кораблів («Афіна» і «Дойчланд»), так що на початку травня близько 4600 в'язнів і 600 моряків й військових було на «Кап Аркона». Число людей у «Кап Аркона» варіюється в різних описах між 4500-6000
3 травня 1945 року «Кап Аркона» був в бухті Любек між Нойштадт Гольштейн і Scharbeutz. Судно «Афіна» залишилися в Нойштадтському морському порту, «Тільбек» передав ув'язнених на «Кап Аркона». Ці судна не були марковані як військові і не були оснащені бортовим озброєнням. Але вони були атаковані британською авіацією з військового аеродрому Plantlünne / Wesel . Основна атака 200 літаками ВПС союзників завдала удари по КільКілі і Любеку, з метою запобігти об'єднанню німецьких військ на узбережжі Балтійського моря. Тоді там було потоплено 23 судна і пошкоджено 115.

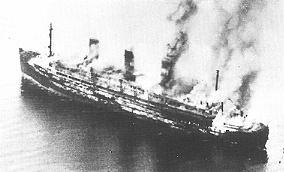
Пожежа на «Кап Аркона» незабаром після нападу.

«Кап Аркона» був атакований чотирма авіаударами винищувачів-бомбардувальників RAF. Лайнер від отриманих ушкоджень і пожежі ліг на бік і затонув на мілководі. Оскільки температура води того дня було тільки 8 °C більшість ув'язнених не могла довго плавати щоб врятуватися. Потерпілі від потоплення кораблів були обстріляні з гармат британських літаків.
Ефективні рятувальні операції були тільки після завершення авіаударів. Лише невелика частина ув'язнених були доставлені на човнах. З іншого човна стріляли в воду, бореться за своє життя ув'язнених. Близько 6400 з приблизно 7000 в'язнів в «Кап Аркона» і «Тільбек» були спалені, втоплені або розстріляні. Загибель цього лайнера є однією з таких трагедій як потоплення суден «Вільгельм Густлофф», «Гойя», а також японських військових і поліцейських суден як «Junyo Мару» (5620 загиблих), «Тояма Мару» (до 5300 смертей) і «Ryusei Мару» (4998 загиблих).

## Версії трагедії
Інтерпретації політики Третього Рейху з кінця 1944 року характеризуються непослідовністю і змінністю Можливість робити реконструкцію концепції, планів і намірів осіб, що приймали тоді рішення є усскладненою. А британські документи пов'язані з цією трагедією є засекреченими до 2045 року. Тому є місце для різних тлумачень.

### 1 версія: Умисне масове вбивство
Самі ув'язнені висловили підозру, що був намір потопити кораблі з усіма ув'язненими на борту в Балтійському морі. ЗМІ також часто вдаватися до такої інтерпретації. і Руді Руді Гогель. У літературі ця версія базується на: *наявності блокування виходів для полонених, *видалення усіх рятувальних шлюбок з суден, *постачання суден мінімальним запасом палива, *судна не були позначені білими прапорами, *наказ Гімлера від 18 квітня 1945 року вбивати в'язнів котрих є неможливо переміщати.
Варіант цієї інтерпретації можна знайти в останніх публікаціях Вільгельма Ланге. Тим не менше, сам Ланге зазначив, що вивішування білих прапорів було суворо заборонено і жорстко каралося. Мабуть в усіх країнах світу. Версію про вирішальне значення наказу Гіммлера, про вбивство в'язнів концтаборів, піддав сумніву історики Герберт і Майкл Діркс Grill, бо цей наказ стосувався тільки процесу евакуації. Тобто тільки тоді, коли евакуація була неможлива, в'язні повинні бути вбиті, щоб цивільне населення було захищене від насильства. Що стосується мінімальних поставок палива, то потрібно враховувати несправність головної енергетичної установки принаймні на лайнері «Кап Аркона».
Але, при усій слабкості аргументів, ця версія по-суті є найбільш правдоподібною.

### 2 версія. Живий щит
Другу версію відстоює історик Karin Orth, котрий заперечує формулювання версії про умисне знищення в'язнів німцями. Він нагадує про необхідність пояснення, найперше, чому до 30 квітня 1945 року вагому частину в'язнів концтаборів з борту суден було перевезено на берег (котрі очевидно потім і склали основну кількість в офіційному списку врятованих). І також той факт, що 3 березня, в день атаки, на суднах, окрім в'язнів, було ще майже 600 осіб охорони, екіпажу і зенітних розрахунків, з котрих вижило тільки 2 особи. Історик Герберт і Майкл Діркс звертає увагу, що кораблі використовувалися тільки як тимчасовий концтабір. І подальші наміри ще не виявлено Karin Орт розглянувши весь процес евакуації концентраційних таборів і відповідні функції і «конструктивні зусилля», щоб тримати в'язнів концентраційного табору під охороною. «Для будь-яких цілей: зокрема як рабів, які повинні створити неприступну фортецю, як заручників протягом передбачених переговорів із західними державами або для забезпечення виїзду з країни»

### 3 версія. Вивезення в'язнів у Швецію.
В ході попереднього слідства стверджувалося, що командиром концтабору KZ Ноєнгамме оберштурманфюрер СС Павло Вернер Гоппе і гауляйтером Карла Кауфманом, що ув'язнені повинні були бути переправлені до Швеції. Карін Орт вважає, що це твердження є ймовірним і придатним до вивчення як робочу версію, але і не включає можливої її хибності. Однак, є очевидно, що кораблі через технічні дефекти для такої подорожі були непридатними

### Інші обставини
У звіті розслідування обставин потоплення, проведеного у червні 1945 року, англійський офіцер СЗР вказує, що отримав повідомлення від Червоного Хреста 2 травня 1945 про перебування на борту суден військовополоненних, але це не було передано безпосередньо пілотам бомбаодувальників, хоч і було відправлене за призначенням і був час попередити пілотів. Але ця інформація судом, вже наступного дня, була відхилена і не долучена до справи як факт…
Пізніше матеріали розслідування були передані у Британський військовий архів, доступ до котрих був закритий на 100 років, тобто до 2045 року.
Потоплений лайнер «Cap Аркона», перебуваючий на території НДР, залишився на мілині в бухті до в 1949 року, з непохороненими тілами загиблих на борту. Пізніше був демонтований й зданий на металобрухт.

## Дії британських ВПС

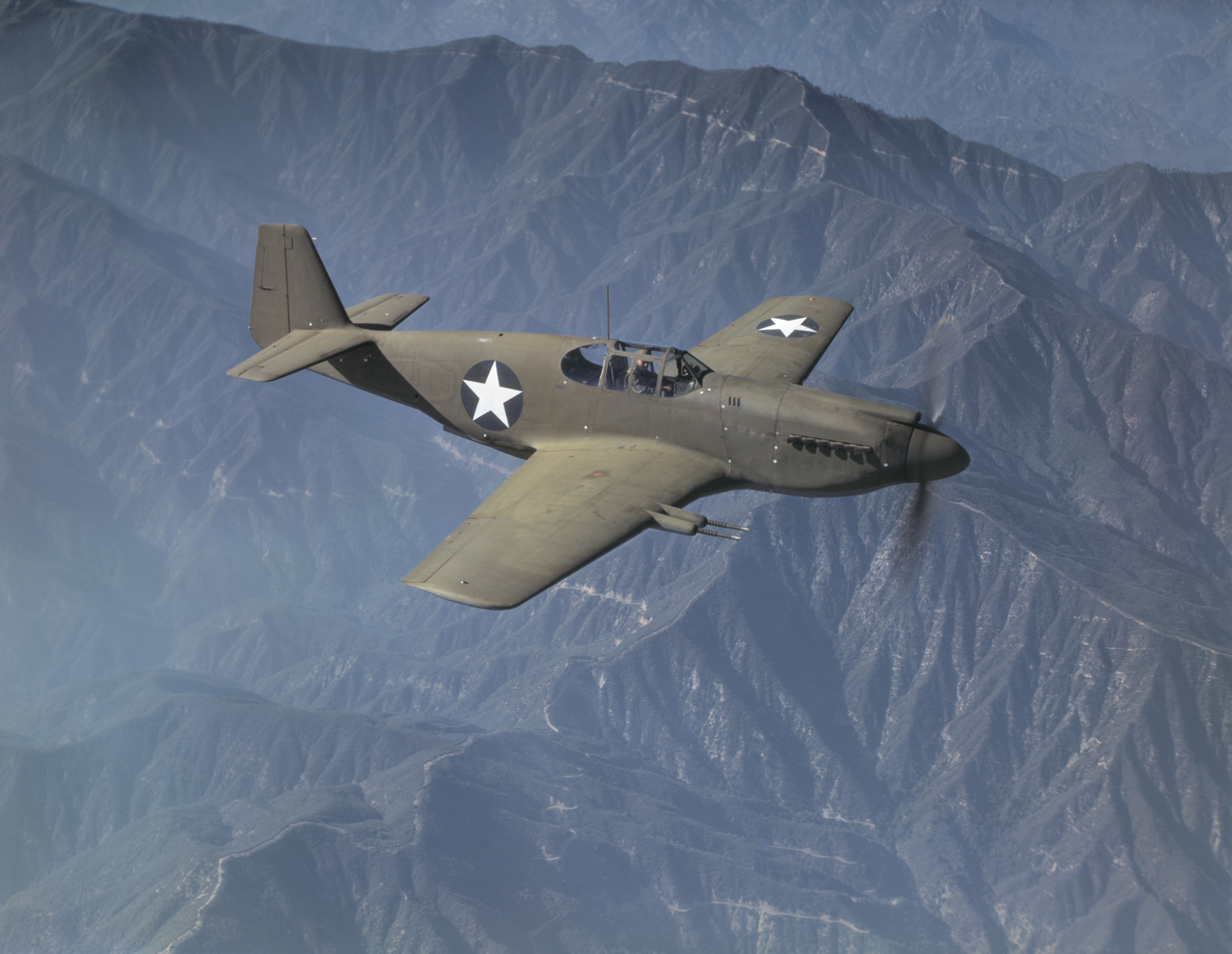
North American F-6A Mustang (тактичний розвідник, варіант винищувача P-51A) з USAAF.

Відповідальний за потоплення суден в гавані Любек британський пілот літака RAF Дерек Стівенсон, свідчив, що 2 і 3 травня ескадрильї Тайфунів виконали понад 130 вильотів 20 літаками, сім бойових вильотів виконав і він. Зокрема 3 травня 1945 року, чотири вильоти в один день. В день катастрофи в затоці Любек офіцер розвідки, якого вони назвали «шпигуном», повідомив: "Стів, я маю місію для Вас! Він говорив про чотири судна у бухті Любек: лайнер «Кап Аркона» (понад 200 метрів завдовжки і більш ніж 27500 брт), «Deutschland» (від 21000 брт) і менші судна, Тільбек і «Афіни». Офіцер пояснив, що вони повинні потопити ці кораблі, тому що його співробітники дізналися, що вони були повні військ СС, котрі прямували продовжувати війну в Норвегії … 20-хвилинний політ на висоті 3000 м і вони побачили судно «Deutschland» Стівенсон віддав наказ, щоб три його підлеглі по команді випустили усі 8 ракет і 360 снарядів з 20 мм гармати по судну. Що і було виконано належним чином. Пілотів дуже здивувала відсутність захисту на атакованих ними кораблях і вони навіть перед атакою відправляли запити на можливу наявність заборони топити ці судна але підтвердження про заборону так і не надійшло.
Британські війська днем раніше (2 травня 1945 року) отримали повідомлення від Червоного Хреста, що на суднах в Любеку перебувають військовополонені, але ця інформація чомусь не дійшла до пілотів ВПС Великої Британії.
На сьогодні тривають суперечки чи було необхідним і виправданим в цей час (через три дні після самогубства Гітлера), щоб виграти війну, бомбардування транспортів Німеччини.

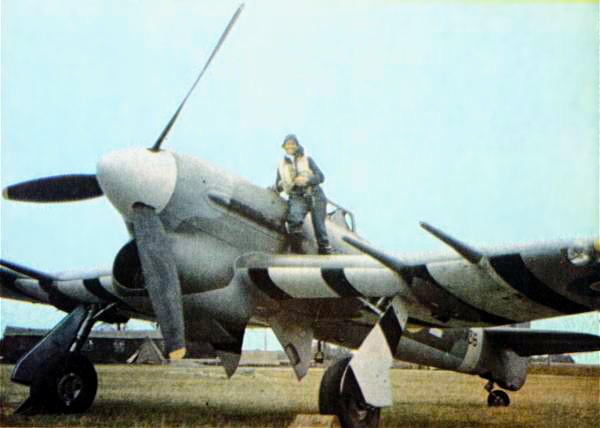
Hawker Typhoon винищувач-бомбардувальник Mark IB озброєний 4-ма 20-мм гарматами Hispano Марк. II

Другий напад стався від 198 / SUP ескадрильї на базі Plantlünne на чолі з групою капітана Джон Роберт Болдуїна. Третій прийшов від 263 / SUP ескадрильї на базі Ahlhorn, ескадра атакувала Deutschland і четверта атака здійснюється 197-й / SUP ескадрилья також заснований Ahlhorn. IV Deutschland, спалахнув швидко, піднявся к кілем і затонув через чотири години. На щастя, не було багато людей на борту судна, більшість екіпажу і усі в'язні залишило судно після першої авіаційної атаки.
На «Кап Аркона» депортовані в пастці глибоко під в трюмі задихалися в диму і гинули від полум'я. Деякім вдалося вибратися на палубу, вони чіплятися до корпусу, інші стрибали у крижану воду Балтійського моря. Лише 316 вижили з котрих тільки дві особи з охорони і екіпажу. Thielbek через пожежу затонув сорок п'ять хвилин пізніше. На ньому з 2800 в'язнів лише 50 були врятовані. Судно «Афіни» підняло білий прапор, і 1998 пасажирів були врятовані. Багато, намагаючись допливти до берега, були розстріляні у воді з 20-мм гармат з літаків. котрі літати на низькій висоті навколо кораблів. Пілот RAF Алан Wyse № 193 з ескадрильї згадував пізніше: «Ми використовували наші гармати покриваючи вогнем хлопців у воді … ми вбивали їх, жахлива річ. Командири нам наказали це зробити, і ми це зробили, це війна…» Пілот Королівських ВПС Алан Wyse з 193 ескадрильї згадував пізніше: «Ми використовували нашу зброю, щоб стріляти хлопців у воді. Ми вбивали їх у воді з 20-мм гармат,. жахлива річ, але нам наказали це зробити, і ми воювали..».

## Пам'ять

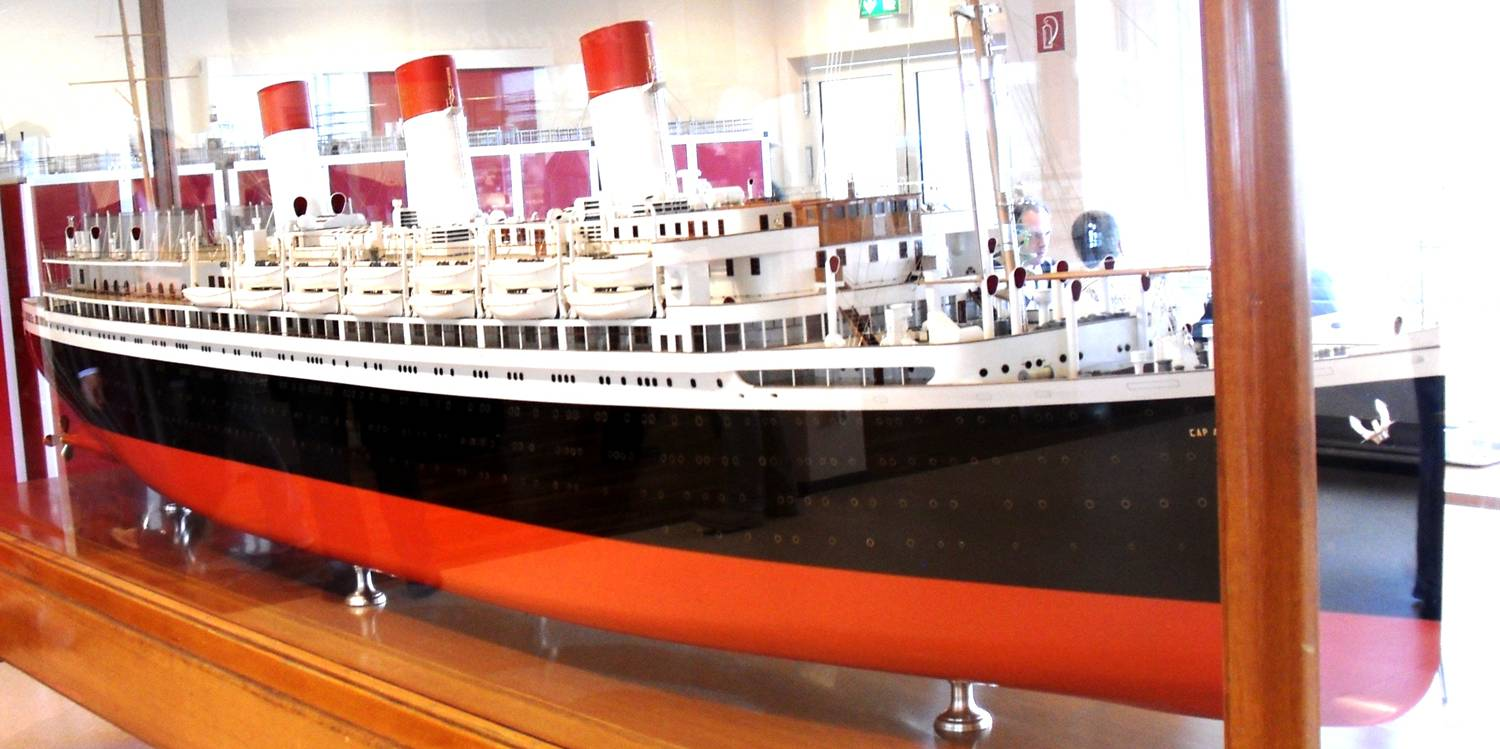
Модель «Кап Аркона» (1927)

Тільки з 1950 року водолази почали демонтаж корпусу, сталеві деталі були здані на металобрухт. На «Cap Аркона», котра перекинулася, більшість із загиблих були ще всередині корабля. Тільки Тільбек був піднятий і відновлений. До кінця 1960-х років на пляжі туристи знаходили кістки і частини тіл жертв у піску.
Загалом, 8000 людей загинули в цій трагедії (7300 депортованих і 600 членів екіпажу), 314 полонених і два члени екіпажу були врятовані.. Частина тіл були викинуті на берег затоки Любек. У Балтійському морі залишилося близько 3000 не похоронених жертв.
Знайдені тіла загиблих були поховані в братських могилах між Любеком і Pelzerhaken. Був побудований пам'ятник, на якому написано: «Вічна пам'ять депортованим з концтабору Нойенгамме. Вони загинули при потопленні „Кап Аркона“ 3 травня 1945».
Протягом декількох тижнів після загибелі, тіла жертв збиралися працівниками пляжу, вони були з поховані в братських могилах в Нойштадт Гольштейн. І протягом майже трьох десятиліть, скелети і фрагменти скелетів ще виявлялися на пляжі. Останнім було знайдено тіло хлопчика років дванадцяти вже у 1971 році. Історія цієї трагедії зображено в музеї Кап Аркона в місті Нойштадт Гольштейн, відкритому у 1990 році.

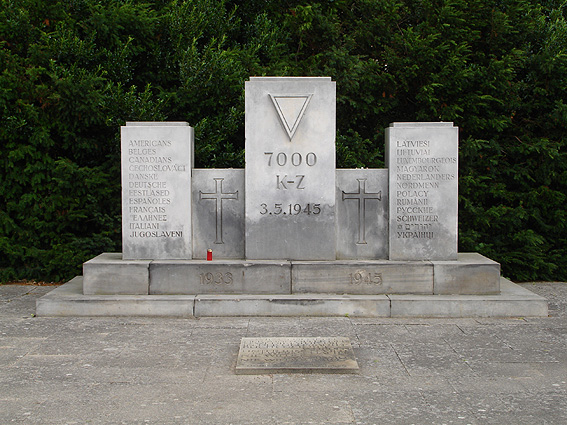
Пам'ятник жертвам «Кап Аркона» на меморіальному кладовищі в Нойштадт / Гольштейн

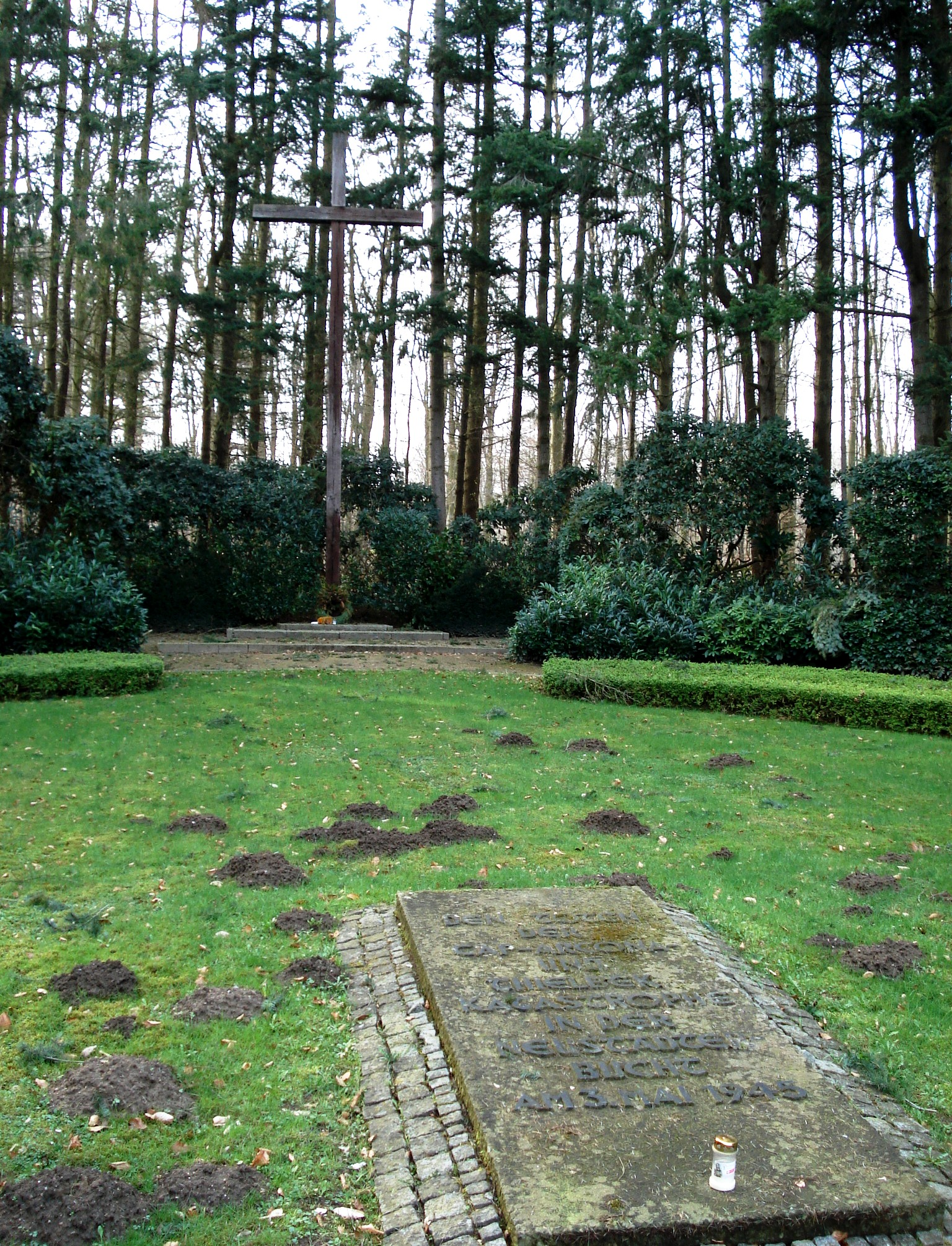
Кап Аркона Меморіал в Haffkrug

- На кладовищі в Гольштейн на головній алеї у два ряди могил з пам'ятником.
- У Греміці поховано 91 жертв на кладовищі за церквою.
- На набережній Нойштадт в Гольштейн Pelzerhaken в напрямку Кладовище Кап Аркона, обгороджена братська могила для 621 постраждалих з пам'ятним каменем, на якому, за країнами походження, є перераховані жертви.[27]
- 1128 жертв поховано на меморіальному кладовищі для померлих на Кап Аркона і Thielbek-у в Шлезвіг-Гольштейн.
- На кладовищі біля Тіммендорфер пляжу є поховання 810.
- Є дерев'яний хрест жертвам в старій каплиці кладовища. *113 загиблих на Кап Аркона поховали кладовищі Niendorf .
- Хрест на кладовищі Травемюнде 3 загиблим на Кап Аркона.
- На кладовищі Vorwerker Любек, існує могила для 183 жертв, загиблих в порту галузі Любека.
- На кладовищі Moislinger в Любеку є пам'ятні плити 38 невідомим жидам загиблим при з бомбардуванні «Кап Аркона».[28]
- Багато трупів було винесено морем на узбережжі острова Poel у (затока Wismar в землі Мекленбург-Передня Померанія). 407 тіл було спочатку поховано в Gross Schwansee Kalkhorst. Через обмежену територію тимчасовим меморіал був ексгумований і перепохованим у 1955 році в Танненбергу. Це був центральним місцем пам'яті в НДР.
- Фрагмент лайнера знаходиться біля підніжжя каменя-пам'ятника жертвам концтабору Нойенгамме на кладовищі Пер-Лашез в Парижі, поле № 97.

### Музеї
- В Нойштадті на вулиці H. Kremper є музей Кап Аркони як частина музею на Ostholstein Kremper Gate (Нове місто).
- У муніципальному музеї Grevesmühlen церква є постійна виставка Кап Аркона.
- У музеї на острові Poel також катастрофа Кап Аркона є представлена[26]

## Зображення
- Берл Фрідлер. Перед загибеллю флоту в'язниць.[29]
- Після потоплення компанія Rolls-Royce сфотографувала останки лайнера докладно, щоб оцінити ефективність своєї бомби.

## Фільми
- 1981/82 виробництва Телебачення НДР фільм «Людина з „Кап Аркона“», історія Erwin Geschonneck за темою затопленням Кап Аркона.[30];
- 1995 спільного виробництва Північно-Німецького радіо (NDR) документальний фільм про події 3 травня 1945 під назвою «Справа Кап Аркона» (абсолютне ЗМІ).

## Галерея

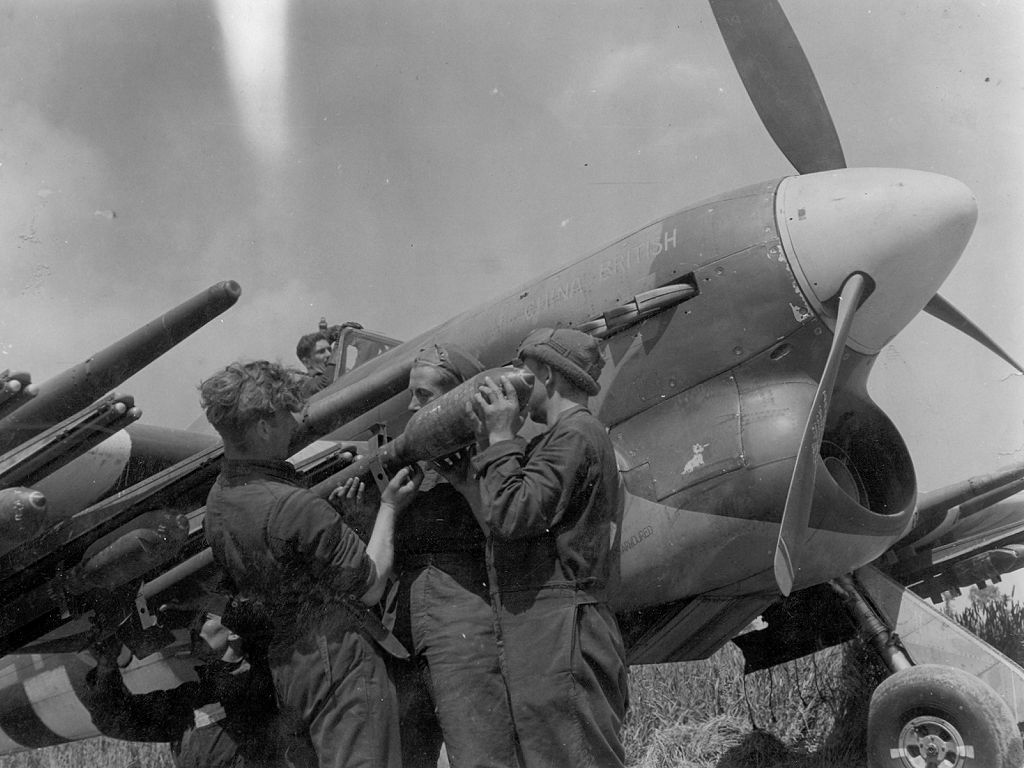
Пуск ракети RP-3 з Hawker Typhoon.
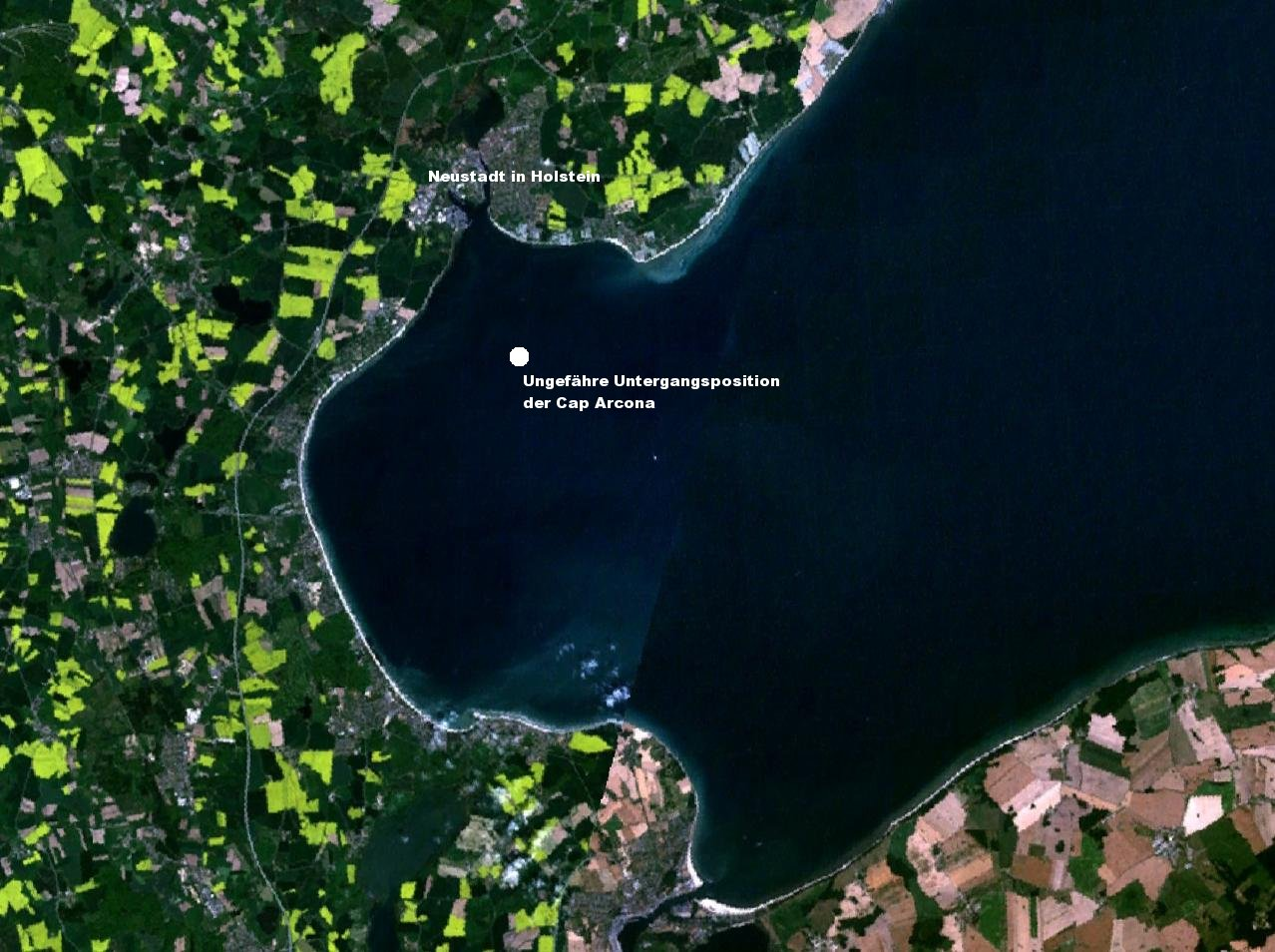
Бухта Любек, за три кілометри від Нойштадт (угорі ліворуч): Положення “Кап Аркона” під час потоплення.
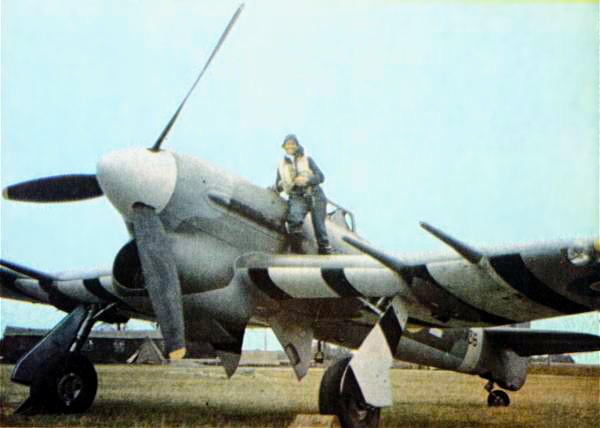
Hawker Typhoon винищувач-бомбардувальник Mark IB озброєний 4-ма 20-мм гармати Hispano Марк. II
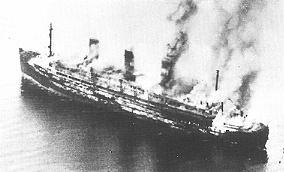
Кап Аркона палає незабаром після повітряної атаки
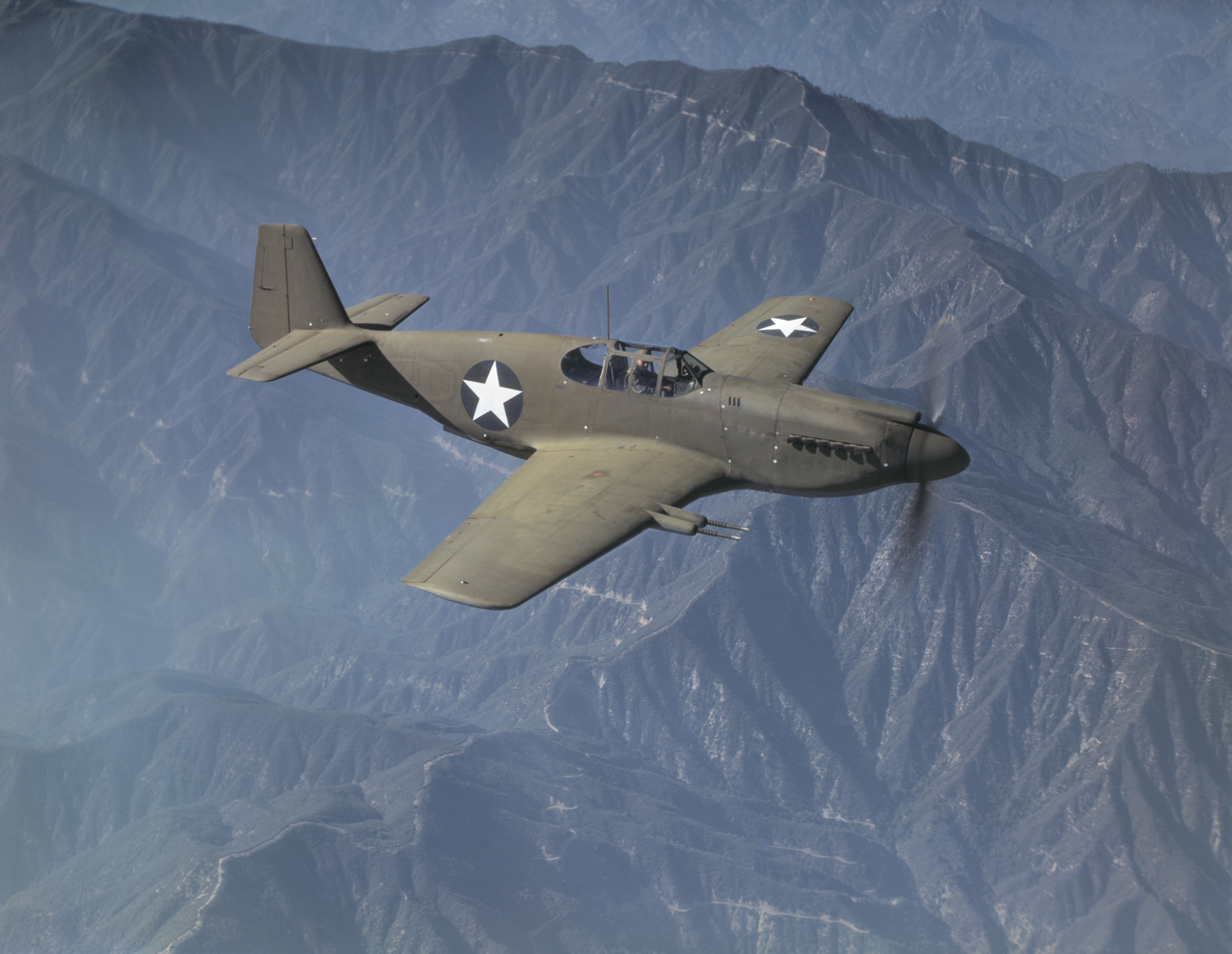
North American F-6A Mustang (тактичний варіант розвідки P-51A) з USAAF .
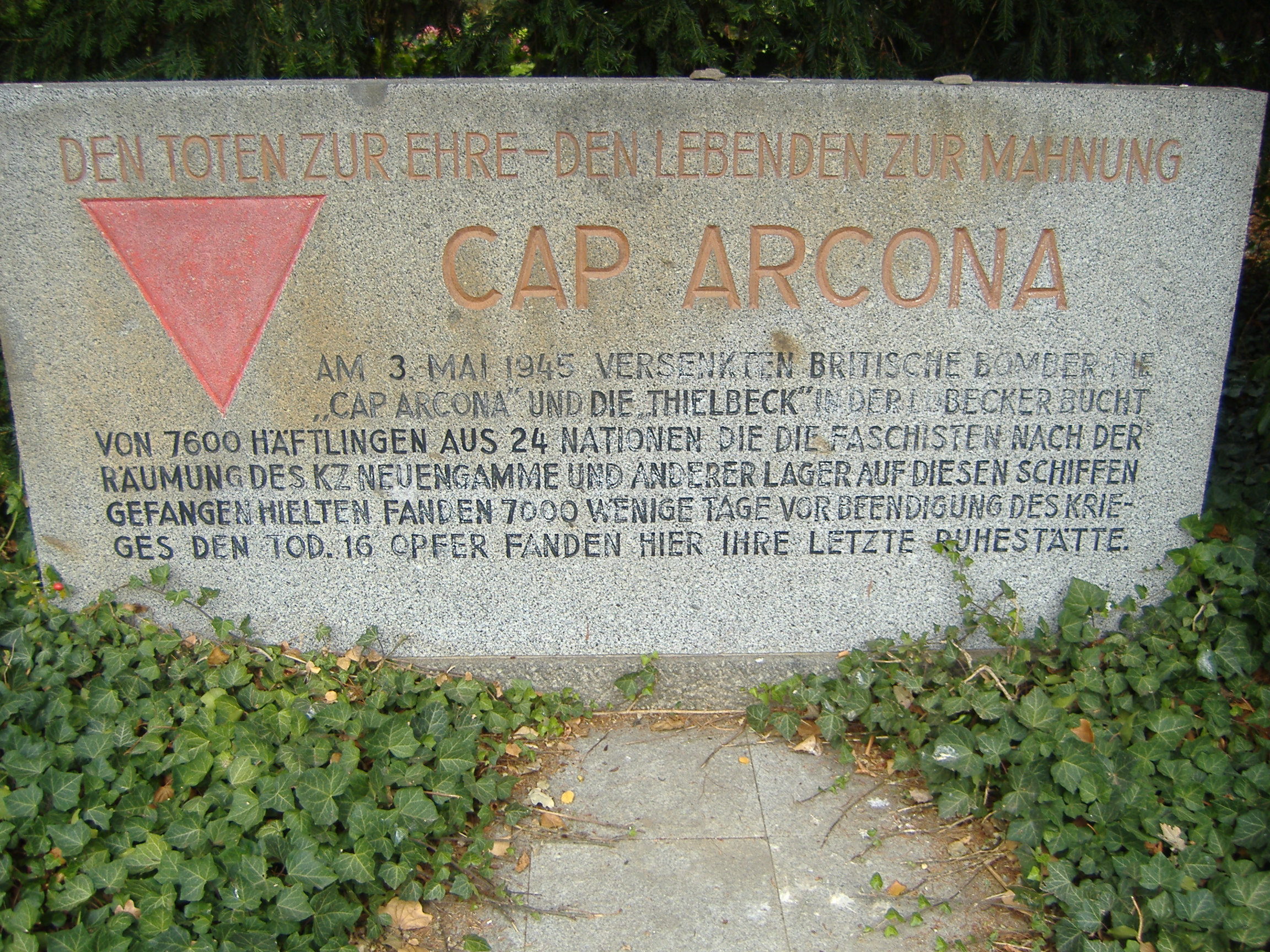
Меморіал для жертв Cap Аркона в Klutz
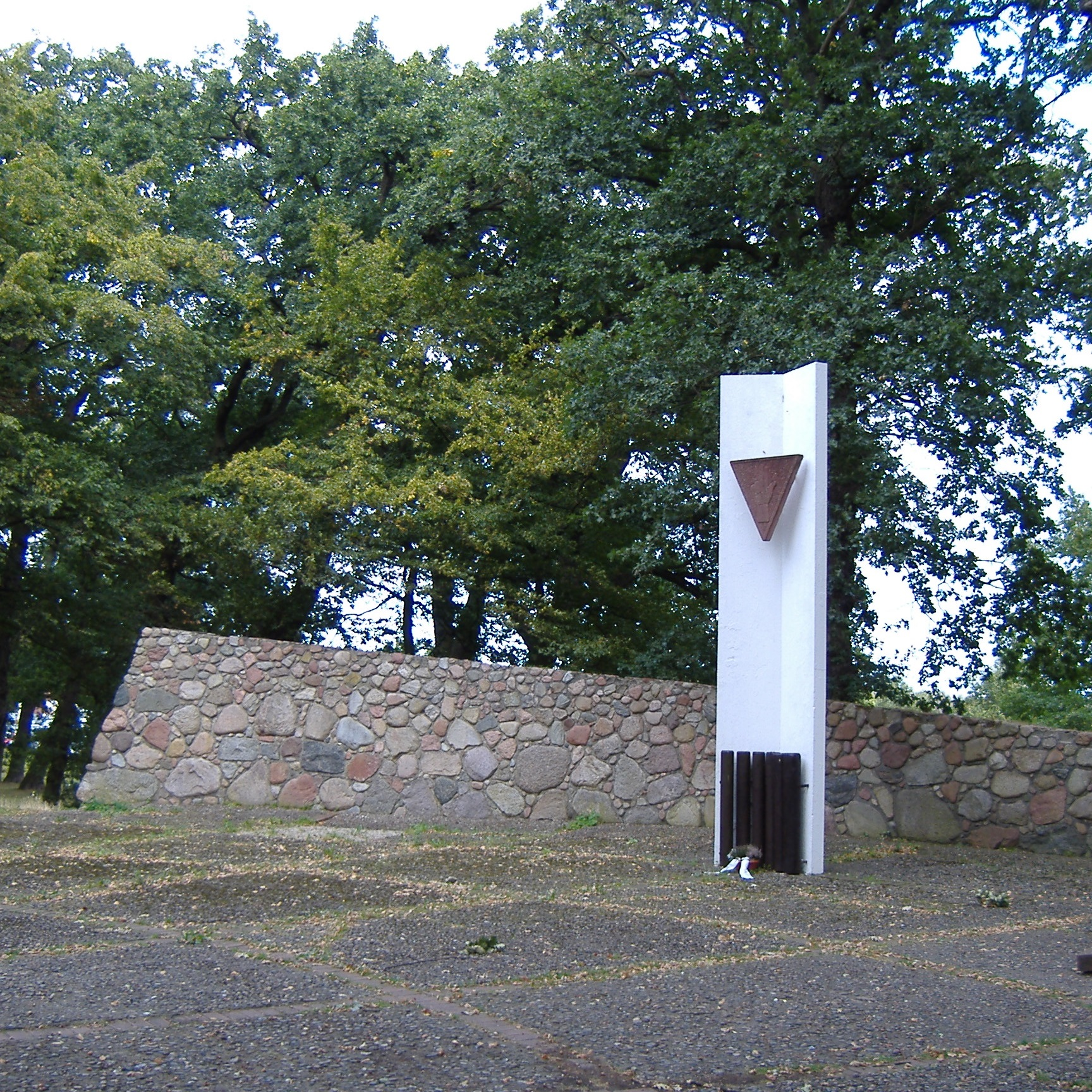
Меморіал загиблим у Кап Аркона на острові Poel
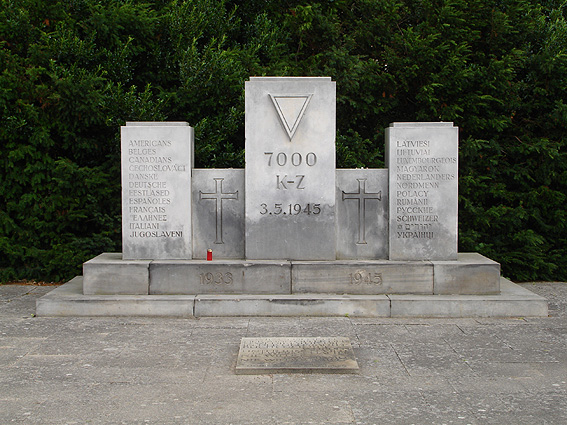
Міжнародний Меморіал депортованим жертвам “Кап Аркона” і “Thielbek” в Нойштадт Гольштейн